# 15372 Agrigento
15372 Agrigento este o planetă minoră (asteroid) din centura de asteroizi. A fost descoperită pe 8 octombrie 1996 la Observatorul European Austral de Eric Walter Elst și a fost numită după Agrigento. 
Obiectul prezintă o orbită caracterizată de o semiaxă mare de 3,4939067 UAi, o excentricitate de 0,1, o înclinație de 4,43814 ° în raport cu ecliptica.